# Kanton Montpellier-2
Der Kanton Montpellier-2 ist seit 1790 ein französischer Wahlkreis im Arrondissement Montpellier, im Département Hérault und in der Region Okzitanien.
Der Kanton besteht aus dem nördlichen Teil der Stadt Montpellier mit insgesamt 56.277 Einwohnern (Stand: 2022):
Bis zur landesweiten Neuordnung der französischen Kantone im März 2015 gehörten zum Kanton Montpellier-2 die drei Gemeinden Clapiers, Montferrier-sur-Lez und Montpellier. Er besaß vor 2015 den INSEE-Code 3423.